# Хоперская, Анна Петровна
Анна Петровна Хоперская (также просто Анна и Ганна; 29 июня 1893, Волчанск — 1 мая 1920, Харьков) — украинская деятельница народного образования и революционерка.
Работала учительницей в сёлах Харьковской губернии, позже одержала победу в конкурсе на лучшую учительницу Харькова и стала работать в рабочем доме Петинки. Была членом украинских кружков в Волчанске и Харькове, состояла в студенческой фракции УСДРП, а позже перешла к большевикам. Участвовала в установлении советской власти в Харькове. Была активным участником подполья во время германской оккупации города. Также принимала действенное участие в борьбе с украинскими национальными и белогвардейскими силами. Избиралась членом Харьковского подпольного губернского комитета большевиков. После Гражданской войны занималась восстановлением работы культурных заведений и борьбой с бездомностью. Была близкой подругой писательницы и поэтессы Христины Алчевской, которая посвятила Хоперской цикл стихов.

## Биография

### Ранние годы

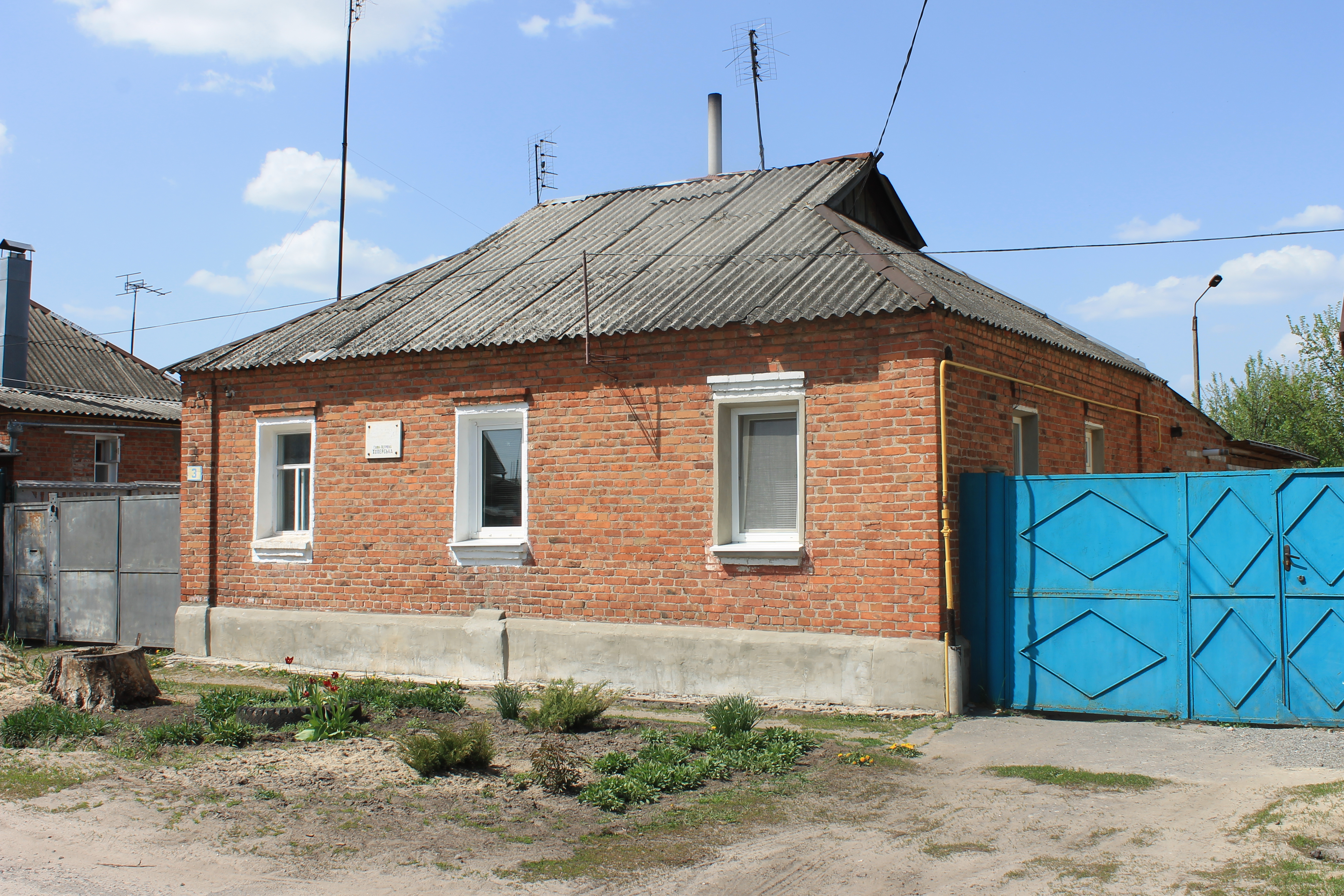
Дом⁣, где родилась Анна Хоперская. 2017 год

Анна Хоперская родилась 29 июня 1893 года в Волчанске в семье портного Петра Васильевича Хоперского и прачки. Её отец принадлежал к разряду дворовых людей и после получение свободы был вынужден покинуть родное село и переехать в город потому, что в результате реформы дворовые люди не получили землю. Поскольку Анна была старшей из шести детей, на неё возложили домашние обязанности и заботу о меньшем брате и сёстрах. Из-за сурового характера отца Нюся, как её звали в семье, выросла замкнутым ребёнком. Самыми счастливыми часами её тогдашней жизни были походы на рыбалку на берег реки Волчьей вместе с отцом и братом Григорием.
Образование Анна сначала получала в церковно-приходской школе, а затем в местной женской гимназии. Во время Первой русской революции от семинаристов, квартировавших в её доме, она познакомилась с запрещенной литературой. Участвовала в забастовке гимназисток.
Ещё в юношестве читала произведения Николая Добролюбова, Николая Некрасова, Ивана Франко, Николая Чернышевского и Тараса Шевченко, особенно выделяла творчество последнего. В то время стала посещать собрания кружка украинской интеллигенции в Волчанске. Она организовывала чтение «Кобзаря» среди молодежи, декламировала стихи на память. Зимой 1909 года в дом Платоновой, где происходило очередное чтение Шевченко, ворвалась полиция, арестовавшая всю присутствующую молодежь, в том числе и Анну Хоперскую. Она пробыла ночь в тюрьме, а утром была допрошена и отпущена на свободу за недостатком улик.
Из-за того, что в Волчанскую общественную библиотеку не пускали учеников, а фонды библиотеки Народного дома были ограниченными, Анна Хоперская выступила с инициативой создать подпольную библиотеку нелегальной литературы. Она же стала заведующей этой библиотекой, сами книги хранились у Анны дома, или у её сестры. Несколько раз в её доме жандармы проводили обыски, но Анне удавалось предварительно вынести книги или надёжно спрятать дома. Также она была инициатором благотворительного сбора в пользу узников Волчанской тюрьмы, деньги для которого, в частности, собирали с помощью колядок и щедровок. Когда Анна прочитала о тяжёлом материальном положении писателя Ивана Франко, она организовала сбор в его помощь. Неоднократно посещала маёвки в Волчанске; убегая во время разгона жандармами маёвки, в 1909 году ей пришлось вплавь перебраться через реку.
Ещё будучи гимназисткой, с 15 лет давала частные уроки, занималась подготовкой детей к гимназии, работала репетитором. В 1911 году окончила Волчанскую женскую гимназию; хотя Анна хорошо училась, из-за своей политической «неблагонадёжности» она не получила золотую медаль. По окончании гимназии в течение года продолжала давать частные уроки, пока не получила должность учительницы в Белом Колодце, а впоследствии в Ковягской земской школе Валковского уезда. Из-за болезни матери бросила работу и вернулась в Волчанск, позже устроилась учительницей в двухклассной школе в селе Новоалександровка. Исследователь Т. Катречко объяснял её желание работать учительницей влиянием на Хоперскую народовольческих взглядов. Из-за плохого финансирования школы Анна была вынуждена покупать оборудование за свой счет. Привезённый ею волшебный фонарь пользовался большой популярностью среди учеников. Вечерами у неё дома собирались крестьяне, среди которых вела политическую работу, в частности читала стихи Шевченко. Однако эта деятельность была прекращена из-за противодействия местного священника, который негативно относился к «неблагонадёжной» учительнице. В 1912 году, не покидая должность учительницы, Анна начинает учиться на историко-филологическом факультете харьковских Высших Женских курсов. Хоперской оказалось очень сложно учиться дистанционно и она искала работу в Харькове. В 1915 году она одержала победу в конкурсе на лучшую учительницу Харькова и получила должность учительницы в рабочем доме Петинки (сейчас Дворец культуры «Металлист»). При работе с пролетарскими детьми Хоперская не ограничивалась только преподаванием материала, но и пыталась возбуждать у детей солидарность и самодеятельность. Для этого дети под её влиянием и управлением создали детскую кассу взаимопомощи и детский избирательный совет. Одновременно с работой и учёбой Анна участвовала в политической жизни города. Кроме участия в украинско-социалистическом студенческом кружке, она познакомилась с харьковскими большевиками — Базановым и Марусей Скобеевой, спасшими рабочий дом от закрытия черносотенцами. В 1916 году она приобщилась к революционной борьбе, проводила беседы с рабочими заводов Харькова, передавала им нелегальную литературу. Также возила листовки и литературу в родной Волчанск, где выступала с речами к рабочим и молодежи на вечерах в Народном доме.

### Революционные годы

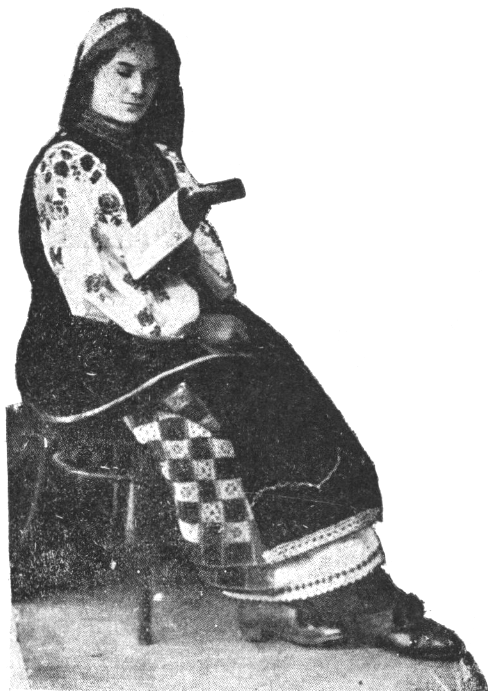
Анна Хоперская в украинском национальном костюме

После Февральской революции пропагандистская деятельность Анны усиливается, на тот момент она была членом студенческой фракции УСДРП. Хоперская активно выступает на студенческих собраниях, митингах и заводах. Большое перенапряжение сил оказало влияние на её здоровье — Анна заболела туберкулёзом. Она долго не хотела оставлять общественную работу, пока товарищи не уговорили её поехать в Волчанск. Во время пребывания в родном городе Анна тщательно ознакомилась с трудами Владимира Ленина и «Капиталом» Карла Маркса и решила перейти в большевистскую партию. По возвращении в Харьков, в июне 1917 года Анна Хоперская стала членом Российской Социал-демократической Рабочей партии (большевиков). Она возвращается к активной пропагандистской деятельности среди рабочих, как в личных беседах, так и на выступлениях прямо в цехах заводов. После того как в августе 1917 года в Харькове начали формироваться отряды Красной гвардии, Анна взялась за организацию санитарных отрядов в Петинском районе. Не покидая дело агитатора, она два раза в неделю обучалась санитарному делу, также дежурила в штабе Красной гвардии и занималась вопросом вооружения гвардейцев. После Октябрьской революции Анна была избрана в Петинский райком РСДРП (б). Ей было поручено заняться выборами во Всероссийское учредительное собрание и в советы рабочих депутатов, которые должны были состояться в ноябре. Представители меньшевиков и эсеров написали жалобу на Анну в городскую думу, требуя её снять с должности из-за того, что она знакомила избирателей лишь со списком кандидатов от большевиков, однако жалоба осталась без ответа. Благодаря деятельности Анны большевики получили много голосов в Петинском районе.
Во время Падения Харькова Анна Хоперская занималась как организацией красногвардейских полков, так и вела агитацию среди женщин и украинских солдат. После занятия города немецкими войсками Анна осталась работать в подполье. Вместе с Николаем Кабаненко, Иваном Петинским и несколькими другими большевиками была избрана в подпольный губернский комитет РСДРП (б), где занималась организацией явок и квартир. В начале июля 1918 года её снова избирают в состав Петинского райкома РСДРП (б). Кроме занятия агитацией, Анна способствует созданию подпольной типографии, именно она раздобывает бумагу и шрифты для её работы. Во время подпольной работы Анна выделялась наблюдательностью, умением сориентироваться в обстановке и широкими связями. Все нелегальные вещи она надежно прятала на конспиративных квартирах, например, печать была спрятана в кувшине с гречневой крупой. Благодаря доносу однажды Анна была схвачена, однако она смогла сбежать во время конвоирования в Валки.
После свержения Гетманата Анне поручили благодаря её хорошему знанию украинского языка возглавить работу по агитации среди солдат Директории. Также во время разговоров с солдатами она занималась сбором разведданных. Благодаря удачной работе Анны были провалены мероприятия по мобилизации в Харькове, что вызвало большое недовольство командующего Левобережной группы Армии УНР Петра Болбочана. Кроме того, Анна занималась вопросом обеспечения большевиков оружием. Для этого она обнаруживала места хранения оружия меньшевиками и направляла туда большевистские отряды для изъятия. Также Анна несколько раз пересекала границу для ввоза оружия из Советской России. В начале 1919 года приняла участие в Харьковском январском вооруженном восстании. После установления советской власти Анна, кроме агитационной работы, занималась контролем за распределением хлеба и топлива в Харькове. Позже стала работать в губернском отделе народного образования, занималась организацией общеобразовательных школ и школ по ликвидации неграмотности. Последние открывались при заводах, фабриках и клубах. Анна проводила агитацию среди учителей Харькова и в уездах, для их привлечения в советские трудовые школы. Она поддерживала работу сети библиотек и клубов города, решала вопрос, каким именно библиотекам отдавать приоритет в комплектовании новыми книгами. За свою активную деятельность в области народного образования Анна Хоперская была избрана делегатом на III Всеукраинский съезд Советов.
Когда возникла угроза захвата Харькова Вооружёнными силами Юга России, Анна Хоперская присоединилась к формированию подполья. Она занималась подготовкой явок, подбором людей, их обучением и обеспечением нужными средствами и документами. Несмотря на её желание работать в подполье, Анне не разрешили остаться в Харькове, и она была вынуждена покинуть город с отступающими силами Красной Армии. Приказом Александра Пархоменко она была назначена казначеем политического отдела правого боевого участка группы войск Сумского направления. Анна была недовольна штабной работой и хотела работать на передовой. Однако политкомиссар группы войск Сильвестр Покко, учитывая состояние здоровья Хоперской, этого не позволил, зато направил её заниматься политической работой среди красноармейцев. Позже она всё же попадала на передовую, где помимо политической работы исполняла обязанности медицинской сестры.
В июле 1919 года Анна на несколько дней приезжает из Киева в Харьков. Для конспирации она выглядела как «шикарно одетая дама». Хоперская установила связь с харьковским подпольем на конспиративной квартире Р. М. Яновой. Вместе с прибывшей чуть позже Марией Кустелян Хоперская донесла сообщение от Зафронтового бюро ЦК КП (б) Украины, получила ценные сведения и провела инструктаж местных подпольщиков. Снова Анна приехала в Харьков накануне наступления Красной армии на город. Она привезла деньги и оружие для оживления работы подполья. Работала под подпольным псевдонимом Анна Кузьминская.

### Дальнейшая жизнь

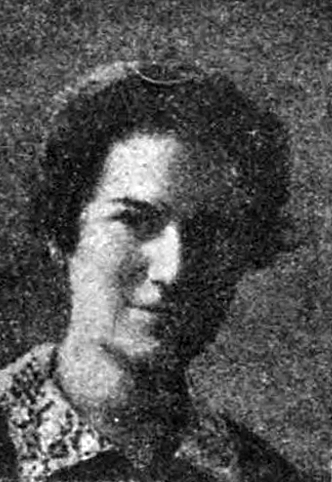
Фото из издания «Памятник борцам пролетарской революции, погибшим в 1917—1921 гг.». 1925 год

После восстановления советской власти Анна стала работать в коллегии губернского наркомата образования. Она занималась восстановлением работы учебных заведений и борьбой с бездомностью. Выступала за предоставление школьникам до 14 лет питания за счёт государства, указывая, что без него они не смогут учиться. 20 февраля 1920 года была назначена руководителем вновь созданной секции подготовки работников трудовой школы, которая должна была решать вопрос о недостаточности учителей в школах. Способствовала развитию сети библиотек, клубов и школ для взрослых. Приняла участие в создании Центральной партийной школы и открытии новых библиотек на окраине города. По её инициативе была возобновлена работа Харьковской общественной библиотеки, хотя до белогвардейской оккупации она считала, что библиотека «ещё далеко стоит от рабочей массы» и была против предоставления ей новых книг.
Также Анна уделяла много внимания партийной работе, неоднократно выезжала за пределы города для создания уездных комитетов КП(б)У, органов советской власти, заводских партийных организаций и комитетов малоимущих крестьян. В очередной раз была избрана в Петинский районный комитет партии. Во время забастовки на Харьковском паровозостроительном заводе Хоперская смогла уговорить рабочих вернуться к работе. Во время эпидемии тифа с помощью районных женских отделов занималась улучшением санитарного состояния Харькова. В феврале 1920 года приняла участие в женской беспартийной конференции в Харькове, где выступила с речью как член губнарпросвета, в которой активно критиковала меньшевиков. Речь имела большой успех, и Анна была избрана делегатом на крестьянскую беспартийную и учительскую конференции, где она также успешно выступила. В своем выступлении на учительской конференции Хоперская смогла отстоять название «Профсоюза работников народного образования и социалистической культуры» с сохранением упоминания «социалистической культуры». В конце февраля на выборах в Харьковский городской совет Анна была избрана его депутатом.
Активная общественная и политическая деятельность подорвали слабое здоровье Анны. Когда у неё был диагностирован аппендицит, она сама долго отказывалась от лечения и согласилась на операцию уже в очень тяжёлом состоянии. В середине апреля 1920 года коллегия губнарпросвета постановила выделить на лечение Анны 25 тысяч рублей. Однако операция была сделана уже слишком поздно, и Анна Хоперская умерла 1 мая 1920 года.
По словам историка Эдуарда Зуба, городские власти решили сделать из похорон Анны «шоу с глубоким символическим содержанием». Было решено её похоронить в районе города, где была сосредоточена деятельность Анны — Петинке, а именно на заброшенном в то время Кирилло-Мефодиевском кладбище. Также это кладбище выбрали из-за того, что во время Гетманата оно стало местом собрания подпольщиков, среди которых была и Анна. Также с кладбища были видны Высшие женские курсы, которые Анна покинула ради революционной деятельности. Кирилло-Мефодиевское кладбище было ликвидировано в 1935 году, на его месте был открыт Червонозаводский парк. Судьба захоронения Анны неизвестна.

## Личность
Исследовательница Мария Литвиненко описывала Анну Хоперскую как «высокую стройную девушку с тёмными глазами». Историк Эдуард Зуб называл Анну Хоперскую «без преувеличения уникальным персонажем», из-за того что она была «едва ли не единственной украиноязычной деятельницей» среди харьковских большевиков. Исследователь Михаил Красиков подчёркивал, что хотя Хоперская и была непримиримой и бескомпромиссной революционеркой, она также часто помогала людям, которые не разделяли её взгляды.
Анна Хоперская была близким товарищем писательницы и поэтессы Христины Алчевской. Впервые они познакомились в 1912 году, когда Анна Хоперская была поражена прочитанным стихотворением «Данина народові» и решила познакомиться с автором во время пребывания в Харькове. В автобиографии «Спомини і зустрічі» Христина так описала свою подругу во время первой встречи: «приветливая, тогда ещё веселая, с тёплым сердечным светом в глазах». После этого Анна стала посещать украинский кружок Христины Алчевской. Когда в 1914 году поэтесса начала собирать деньги на помощь «забытому» Ивану Франко, первой откликнулась именно Анна, приславшая 5 рублей, этот поступок настолько впечатлил Алчевскую, что она написала об этом стихотворение. Во время Первой мировой войны кружок перестал собираться и подруги не виделись. Снова они встретились в 1918 году, когда Хоперская уже увлеклась большевизмом, к тому времени украинские националисты отвернулись от неё и даже не подавали руки. Однако это не повлияло на отношения между подругами, когда в том же году мать поэтессы Христина Даниловна Алчевская находилась в затруднительном финансовом положении после закрытия её воскресной школы, именно Анна Хоперская добилась от исполкома предоставить ей пенсию. В память о подруге Христина Алчевская написала цикл стихов, упоминала в автобиографии и сделала прообразом главной героини рассказа «Килина». Впервые цикл стихов об Анне был опубликован в 1923 году во Львове без ведома поэтессы, затем он неоднократно переиздавался в авторских изданиях. По мнению литературоведа Игоря Бондарь-Терещенко, Алчевская видела в Хоперской «черты „человека будущего“, что наконец-то найдет ответы на извечные вопросы „что делать?“ и „кто виноват?“». «Непревзойдённое» влияние Хоперской на подругу он объяснял тем, что в то время не осталось других авторитетных для неё людей — отец Христины уже умер, а Ольга Кобылянская находилась далеко.

## Память

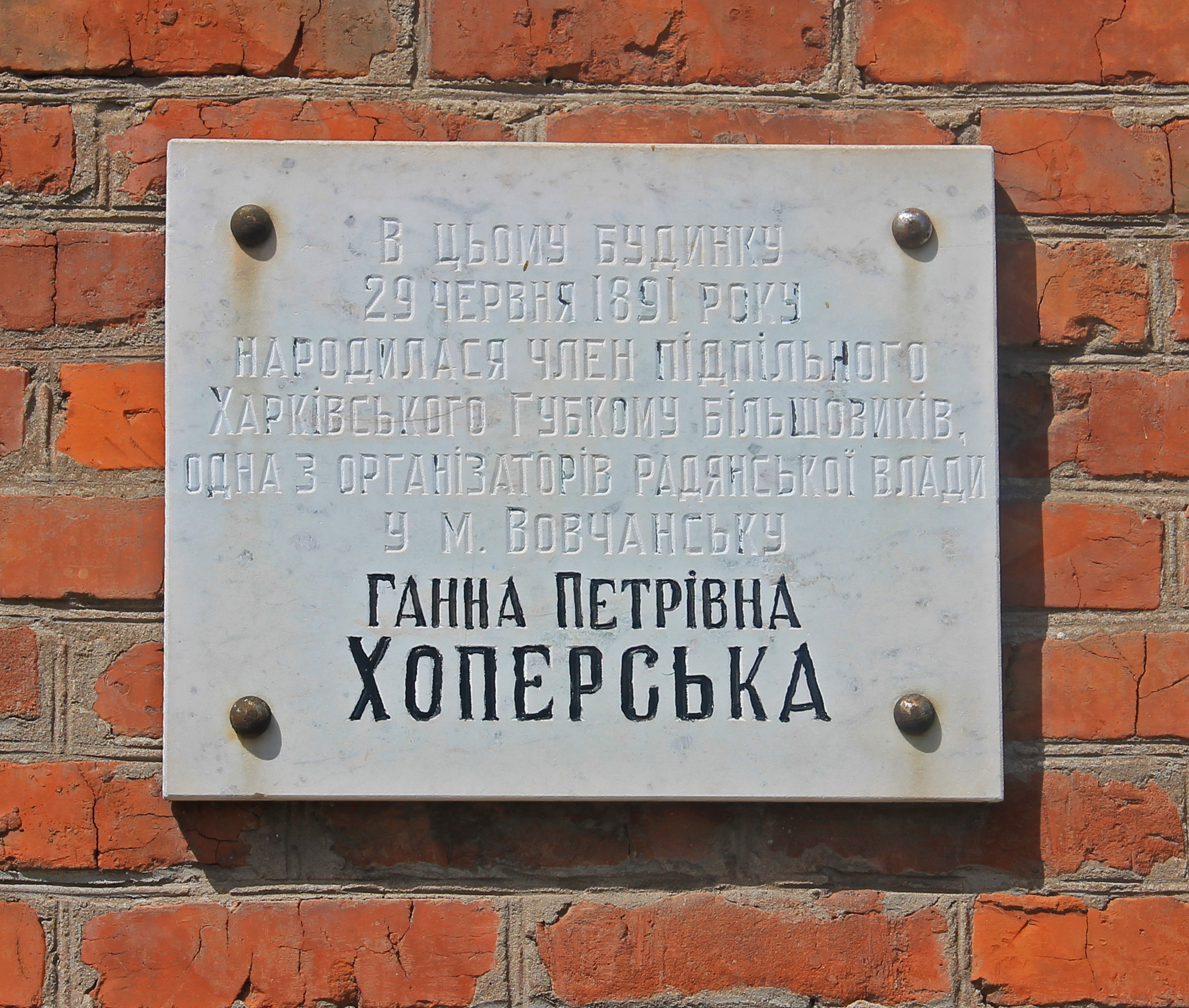
Мемориальная доска в Волчанске

Имя Анны в Харькове было почтено переименованием в её честь улицы Царицынской и Клеменовского сада, постановление о переименовании подписал её близкий товарищ Сильвестр Покко 17 июня 1920 года. Во время кампании по декоммунизации улица Анны в Харькове была переименована в улицу Николая Михновского. Также её именем была названа улица в центре Волчанска. Улицы были названы только именем без фамилии, потому что Хоперская была более известна как «товарищ Ганна».
В мае 1971 года на доме по адресу улица Гоголя 5 в Волчанске, где родилась и выросла Анна Хоперская, была установлена мемориальная доска. Решением исполнительного комитета Харьковского областного совета депутатов трудящихся № 61 от 25 января 1972 года этот дом получил статус памятника истории местного значения с охранным номером 705. Из-за того, что Анна Хоперская включена в список лиц, подпадающих под закон о декоммунизации, дом, где она родилась и жила, не подлежит включению в Государственный реестр недвижимых памятников Украины.

### Комментарии
1. ↑  Одна из сестер, Надежда, по состоянию на 1920 год работала секретарем Волчанского уездного комитета КП(б)У[1].
2. ↑  В издании «Памятник борцам пролетарской революции, погибшим в 1917—1921 гг.» дата смерти указана 30 апреля 1920 года.